# Dendropanax populifolius
Dendropanax populifolius là một loài thực vật có hoa trong Họ Cuồng cuồng. Loài này được (Marchal) A.C.Sm. mô tả khoa học đầu tiên năm 1941.